# Tour Henri VIII

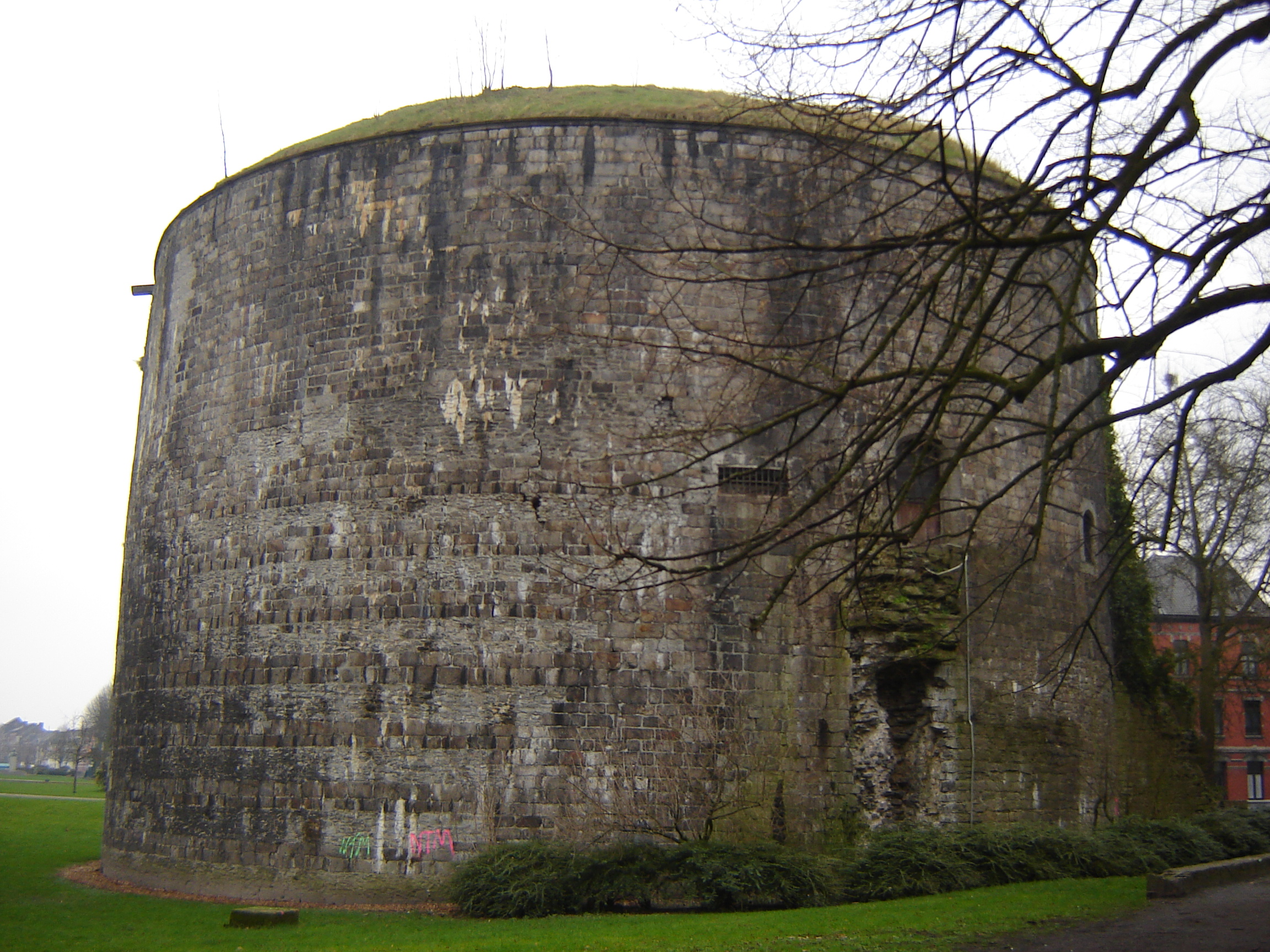
Henry VIII toren te Doornik

De Tour Henry VIII is een verdedigingstoren in Doornik in de Belgische provincie Henegouwen. Het maakt onderdeel van de stadsomwallingen van Doornik.
De toren is geclassificeerd als monument op 10 juni 1963 en is sinds 2016 opgenomen op de lijst van uitzonderlijk erfgoed van het Waalse Gewest.

## Locatie
De toren staat in het noordelijke deel van het historische centrum van Doornik, in het Henri VIII-park, niet ver van het treinstation.

## Geschiedenis
Doornik is de enige stad in het huidige België die ooit Engels bezit is geweest. Deze situatie duurde van 1513 tot 1519. In deze korte periode liet de Engelse koning Hendrik VIII deze imposante toren bouwen. De toren was verbonden met de tweede stadsomwalling die tegen het jaar 1300 waren gebouwd. De toren is het enige gebouw dat nog staat uit deze Engelse periode.
Monument Real Estate heeft de toren aangeschaft in samenspraak met de stad Doornik en het Waalse Gewest met als doel de site te restaureren en geschikt te maken voor activiteiten waarbij de toren als cultureel-historisch erfgoed blijft behouden. Het doet momenteel dienst als wapenmuseum.

## Beschrijving
De ronde toren heeft een diameter van 27,5 meter en een omtrek van ongeveer 86 meter. Het is 21 meter hoog en aan de basis zijn de buitenmuren zo’n 7 meter dik. De toren is gebouwd van uit zandsteen, afgewisseld met banen van puin en kalksteen uit Doornik. Er is een grote toegangsdeur, binnen zijn er twee verdiepingen elk met een grote cirkelvormige kamer.